# Communauté de communes de la Haute Deûle
La communauté de communes de la Haute Deûle  est une communauté de communes française existant de 1994 à 2020, située dans le département du Nord et la région des Hauts-de-France, arrondissement de Lille. La communauté de communes de la Haute Deûle fait partie de la Flandre française. Elle est formée d'un îlot de communes qui a rejoint la Métropole européenne de Lille à compter du 14 mars 2020.
Elle tire son nom de la Deûle, rivière qui parcourt le territoire en amont de Lille.

## Histoire
Créée en 1994 et initialement formée des communes de Allennes-les-Marais, Annœullin et Carnin, la communauté de communes de la Haute Deûle absorbe la Communauté de communes Bauvin Provin en 2002.
En 2011, invitée par la préfet à rejoindre une intercommunalité plus importante, elle choisit de rester autonome.
Elle décide fin 2018 de rejoindre la Métropole européenne de Lille à compter de mars 2020, à la veille du premier tour des élections municipales.

## Régime fiscal
Taxe professionnelle unique (dél. du 11/01/2001). Éligible à la DGF bonifiée à compter du 01/01/2002.

## Composition
- La communauté de communes de la Haute Deûle regroupe cinq communes.

| Nom                 | Code Insee | Gentilé      | Superficie (km2) | Population (dernière pop. légale) | Densité (hab./km2) |
| ------------------- | ---------- | ------------ | ---------------- | --------------------------------- | ------------------ |
| Provin (siège)      | 59477      | Provinois    | 3,39             | 4 456 (2022)                      | 1 314              |
| Allennes-les-Marais | 59005      | Allennois    | 5,55             | 3 549 (2022)                      | 639                |
| Annœullin           | 59011      | Annœullinois | 9,01             | 10 887 (2022)                     | 1 208              |
| Bauvin              | 59052      | Bauvinois    | 3,85             | 5 124 (2022)                      | 1 331              |
| Carnin              | 59133      | Carninois    | 2,33             | 1 097 (2022)                      | 471                |

## Démographie
| 1968   | 1975   | 1982   | 1990   | 1999   | 2010   | 2015   | 2017   |
| ------ | ------ | ------ | ------ | ------ | ------ | ------ | ------ |
| 15 464 | 15 524 | 18 320 | 21 458 | 22 939 | 23 383 | 24 268 | 24 310 |

## Compétences
Compétences obligatoires
- Aménagement de l’espace communautaire :

– schéma directeur de développement et d’urbanisme (SDDU) ;
– zone d’aménagement concerté (ZAC) : est déclarée d’intérêt communautaire la ZAC de la Haute Voie à Annœullin.
- Actions de développement économique intéressant l’ensemble de la communauté :

– aménagement, gestion, entretien et extension des zones d’activité industrielle, commerciale, tertiaire artisanale ou touristique d’intérêt communautaire: sont déclarées d’intérêt communautaire la zone d’activités d’Annœullin dite « la Fontinelle » et la zone d’activités de Provin ;
– actions de développement économique : sont d’intérêt communautaire toutes les actions concourant au développement des zones d’activités déclarées d’intérêt communautaire.
Compétences optionnelles
- Protection et mise en valeur de l’environnement :

– création, aménagement, entretien et gestion (y compris études) de chemins de randonnée inter-communaux et des cheminements le long des voies navigables existants sur le territoire communautaire ;
– entretien des espaces verts communautaires hors fleurissement et hors élagage.
- Création, aménagement et entretien de la voirie d’intérêt communautaire :

– toutes les voiries communales existantes ou à venir. La voirie comprend : chaussée, bordures, trottoirs, caniveaux, parkings, fossés, feux tricolores et signalisation lumineuse. La voirie ne comprend pas : le mobilier urbain, le nettoyage de la voirie et des fils d’eau, le déneigement, la signalisation horizontale et verticale, les venelles et chemins ruraux.
- Construction, entretien, aménagement et fonctionnement d’équipements culturels et sportifs et d’équipements de l’enseignement pré-élémentaire et élémentaire
- Politique du logement social et du cadre de vie :

– programme local de l’habitat.
Autres compétences
- Aménagement, entretien, extension et gestion d'aire d'accueil des gens du voyage sur le territoire des communes inscrites au Schéma Départemental,
- Extension, rénovation et entretien du réseau d’éclairage public d’intérêt communautaire.
- Dispositifs contractuels ou conventionnels d’insertion économique, sociale d’intérêt communautaire :

– la mission locale du secteur communautaire pour l’emploi des jeunes de 16 à 25 ans ;
– le Comité intercommunal de sécurité et de prévention de la délinquance.

## Présidents
| Période                                  | Période  | Identité        | Étiquette | Qualité                                  |
| ---------------------------------------- | -------- | --------------- | --------- | ---------------------------------------- |
| 2008                                     | 2011     | Gérard Ledru    | PS        | maire de Provin                          |
| 2011                                     | 2014     | Éliane Delbecq  | DVD       | maire de Carnin                          |
| 2014                                     | En cours | Gregory Marlier | PS        | Conseiller municipal délégué d'Annœullin |
| Les données manquantes sont à compléter. |          |                 |           |                                          |